# كاثلين باري
كاثلين باري (بالإنجليزية: Kathleen Barry)‏ هي عالمة اجتماع أمريكية، ولدت في 22 يناير 1941 في سيراكيوز في الولايات المتحدة.

## وصلات خارجية
- الموقع الرسمي